# Calderstones Park

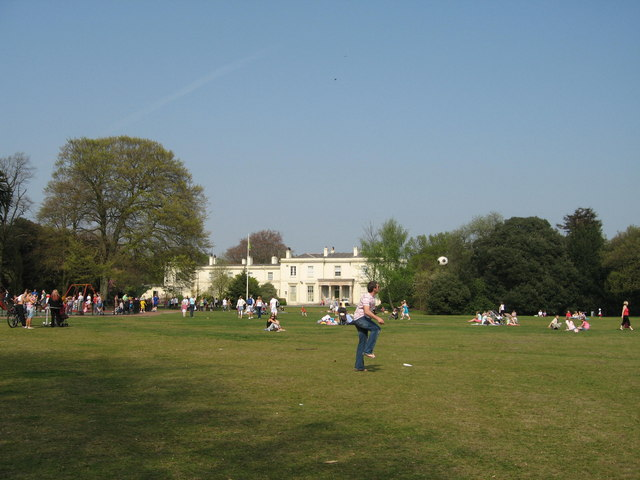
Calderstones Park mit Blick auf das Calderstones House

Calderstones Park ist ein öffentlicher Park in Liverpool, Merseyside (Vereinigtes Königreich) mit einer Größe von 0,51 km². Im Park befinden sich Spielplätze, ein botanischer Garten und mehrere historisch bedeutsame Plätze. So ist der Park denn auch nach den Calderstones benannt worden, einer zerstörten Megalithanlage auf dem Parkgelände, die noch vor Stonehenge errichtet worden ist. Calderstones botanischer Garten ist im „Harthill-Anwesen“ untergebracht. Er bietet nahezu 4000 verschiedene Pflanzensorten, die aus allen Erdteilen von Kaufleuten und Reisenden zusammengetragen wurden. In der Mitte des Parks befinden sich ein See sowie eine Villa mit einem Besucher-Café und einem Spielplatz für Kinder.

## Geschichte
Das Parkgelände gehörte ursprünglich zu dem Anwesen von Allerton. Um das Jahr 1726 wurde das spätere Parkgelände von seinem Eigentümer zur Begleichung von Schulden veräußert. So kam der Liverpooler Kaufmann Thomas Martin in den Besitz des Landes, der es wiederum an den Munitionsfabrikanten Joseph Need Walker veräußerte, der sich in der Stadt aus geschäftlichen Beweggründen niederlassen wollte. Walker erwarb das Gelände und das darauf befindliche, zur damaligen Zeit nur als „The Old House“ bezeichnete Farmgebäude im Jahre 1825. Das Haus wurde 1828 abgerissen, um Platz für das Calderstones House zu schaffen. 1875 wurde der Besitz für £52.000 an Charles MacIver verkauft. MacIver war ein bekannter Schiffsmagnat, der zusammen mit Samuel Cunard die British and North American Royal Steam Packet Company gründete, später bekannt unter dem Namen Cunard Line. MacIver zog sich 1874 aus dem Geschäft zurück und seine Söhne Henry und Charles übernahmen das Geschäft. Im Jahre 1902 verkaufte die Familie Calderstones für £43.000 an die Liverpool Corporation.